# Куликово (Торбеєвський район)
Кулико́во (рос. Куликово, ерз. Куликова) — село у складі Торбеєвського району Мордовії, Росія. Входить до складу Варжеляйського сільського поселення.
Населення — 223 особи (2010; 268 у 2002).
Національний склад станом на 2002 рік:
- мордва — 99 %